# Мутье-Сен-Жан
Мутье́-Сен-Жан (фр. Moutiers-Saint-Jean) — коммуна во Франции, находится в регионе Бургундия. Департамент коммуны — Кот-д’Ор. Входит в состав кантона Монбар. Округ коммуны — Монбар.
Код INSEE коммуны — 21446.

## Население
Население коммуны на 2010 год составляло 256 человек.
| 1962 | 1968 | 1975 | 1982 | 1990 | 1999 | 2010 |
| ---- | ---- | ---- | ---- | ---- | ---- | ---- |
| 306  | 286  | 315  | 292  | 265  | 250  | 256  |

## Экономика
В 2010 году среди 128 человек трудоспособного возраста (15—64 лет) 96 были экономически активными, 32 — неактивными (показатель активности — 75,0 %, в 1999 году было 62,8 %). Из 96 активных жителей работали 85 человек (48 мужчин и 37 женщин), безработных было 11 (6 мужчин и 5 женщин). Среди 32 неактивных 9 человек были учениками или студентами, 13 — пенсионерами, 10 были неактивными по другим причинам.